# Tentacle

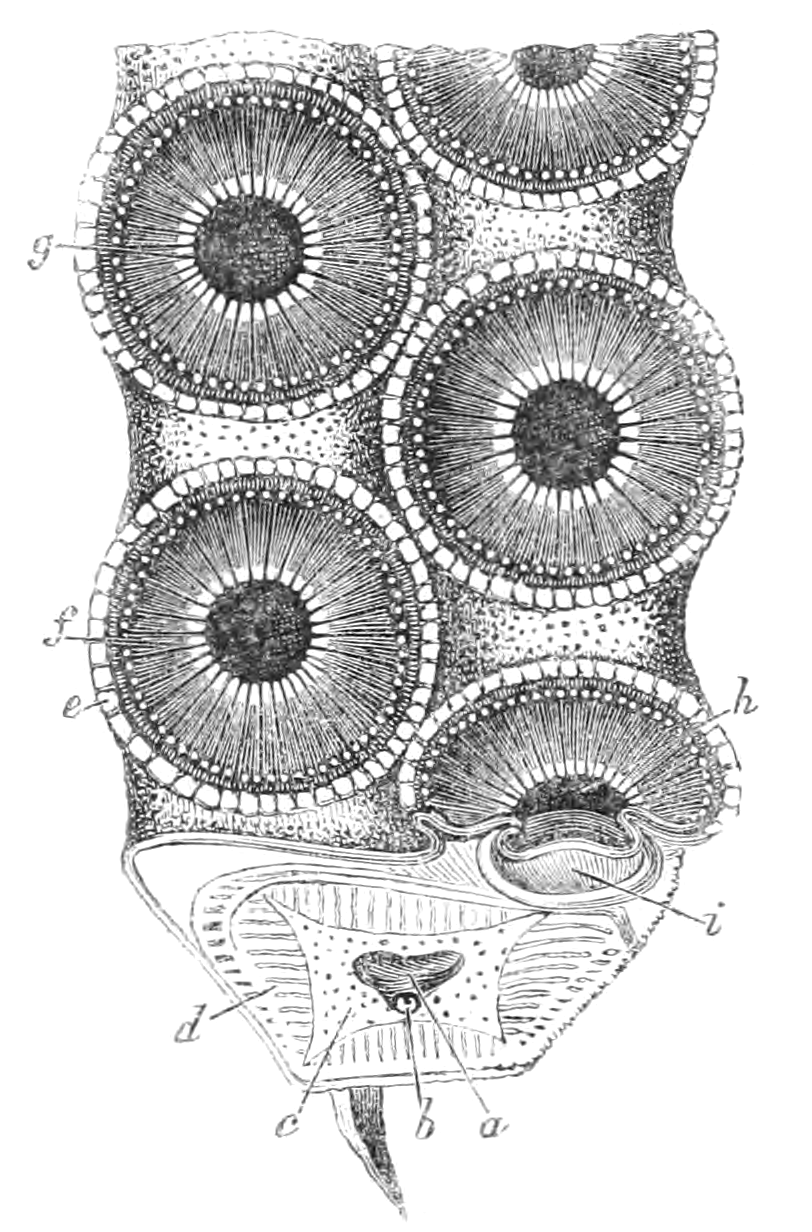
Tentacles de pop dibuixats en 1854

Els tentacles són uns òrgans allargats i mòbils de què disposen alguns animals, especialment en invertebrats, com per exemple pops, i de vegades als pels de les fulles d'algunes plantes insectívores. Normalment són utilitzades per alimentar-se, com aparell sensitiu, o per agarrar coses. Anatòmicament funcionen com qualsevol altre múscul hidroestàtic.

## Tentacles als animals

### Invertebrats
L'embrancament dels mol·luscs inclou gran quantitat d'espècies amb músculs hidroestàtics amb forma de tentacles. Els polps més que tentacles tenen braços. Es podrien diferenciar els braços dels tentacles dient que els tentacles són més per a la defensa i tenen ventoses només a la part final. D'aquesta manera les sípies i els calamars tindrien vuit braços i dos tentacles flexibles més.
Els tentacles del calamar gegant i del calamar colossal són particularment temibles, amb ventoses de gran alcans i dents als extrems.
Els caragols, altra classe de mol·luscs, tenen tentacles molt més senzills

### Amfibis
Existeixen alguns cucs amfibis que tenen tentacles com ara el gimnofió, que té dos tentacles al cap utilitzat probablement com òrgan olfatiu.

### Mamífers
El topo de nas d'estrella, Condylura cristata, té tentacles nasals, que són mòbils i extremadament sensibles, cosa que ajuda l'animal a trobar el seu camí al voltant de la seua madriguera i detectar les seues preses. La llengua de les girafes (aproximadament 45 centímetres) és prou llarga com per ser considerada com a tentacle.

## Tentacles a les plantes

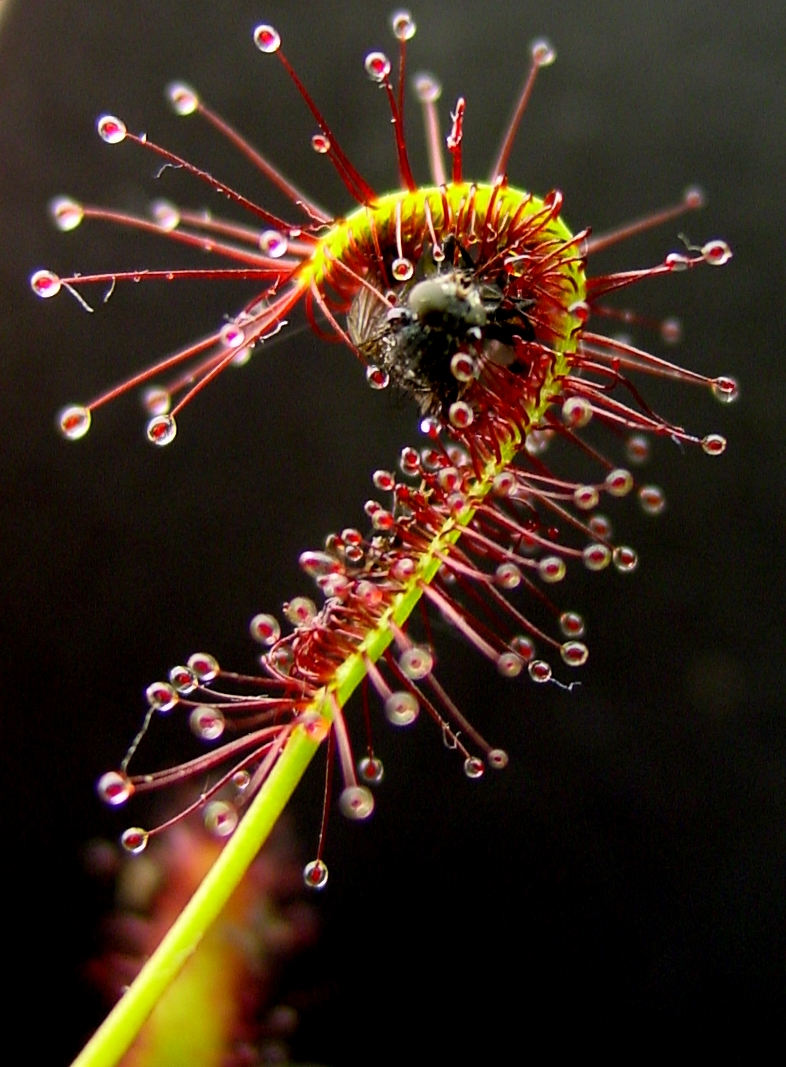
Fulla amb tentacles en moviment de la Drosera capensis

A les plantes carnívores, els tentacles es refereixen a uns pels amb glàndules excretores que sobre la superfície de les seues fulles. L'espècie Drosera capensis té aquesta mena de tentacles que excreten una substància adhesiva similar al nèctar per atraure insectes. Quan un insecte és capturat, els tentacles es contrauen fent que la fulla s'enrotlle tal com apareix a la imatge. Llavors els tentacles excreten enzims per a dissoldre i digerir l'insecte.